# Énée le Tacticien
Pour les articles homonymes, voir Énée (homonymie).
Énée le Tacticien (ou Énée de Stymphale), né à Stymphale, en Arcadie, est un général grec du IVe siècle av. J.-C.. Auteur de traités, il est célèbre pour ses écrits sur l'art de la guerre et en particulier pour son traité Stratagemata, qui constitue une source précieuse sur les tactiques militaires et les stratégies de l'époque. Énée a exercé une influence notable dans la guerre et la stratégie militaire en Grèce antique, fournissant des conseils pratiques sur l'utilisation des ruses et des manœuvres dans les batailles. Ses œuvres sont parmi les premiers textes systématiques sur la tactique militaire, et bien que ses écrits aient été largement perdus, ils ont eu un impact durable sur les théories militaires ultérieures. Énée est souvent cité comme une figure clé dans l'évolution de la pensée stratégique et militaire.[réf. nécessaire]
Ses travaux sont uniquement militaires :
- La Poliorcétique[1] ;
- Sur les préparatifs de la guerre ;
- Sur l'intendance ;
- Sur la Castramétation.

## LaPoliorcétique
La seule œuvre qui nous soit parvenue de lui est la Poliorcétique, ouvrage technique dans lequel il livre plus des conseils pour défendre une ville assiégée par l'ennemi que pour prendre une ville. Cet ouvrage est très riche de par la variété et la précision des exemples et par le caractère judicieux des conseils qui y sont donnés. Il emprunte d'ailleurs plusieurs exemples à Hérodote.
Les chapitres de la Poliorcétique sont de longueur très irrégulière (de 4 lignes à plus de 200 lignes).

### Cryptologie et stéganographie
Le plus long chapitre, le chapitre 31, traite de l'art de transmettre le message. Énée y livre 24 procédés qu'il semble avoir choisis pour leur efficacité.
Une large place est faite à la stéganographie : 
- Femme élégante avec des lamelles de plomb (sur lesquels un message secret a été inscrit) roulées en guise de boucles d'oreilles ;
- Message peint sous une image pieuse (ex-voto) ;
- Piquer des lettres de façon imperceptible dans un texte ;
- etc.

Énée le tacticien ne mentionne qu'un seul procédé de cryptographie : 
- Remplacer les voyelles d'un texte par des chiffres (chiffrement partiel)

Il ne fait aucune mention de la scytale lacédémonienne. Cette omission, curieuse pour l'homme cultivé que devait être Énée le tacticien, semble être un argument ad silencio en faveur d'une utilisation non cryptographique de la scytale, tout au moins à l'époque d'Énée, les seules mentions de la scytale lacédémonienne comme procédé cryptographique étant celles de Plutarque et d'Aulu-Gelle, auteurs du IIe siècle de notre ère.

### Transmettre (ou intercepter) un message: principes de stratégie
C'est dans ce même chapitre 31 que nous trouvons la première mention de stratégie pour transmettre un message : 
- Pratique de l'agent double
- Invention de la boîte aux lettres afin d'éviter les contacts directs entre les agents.

Polybe a retrouvé un chapitre perdu du Poliorcétique mentionnant une méthode de transmission de message par télégraphe hydraulique
Énée fait également mention de la pratique de la manipulation psychologique afin d'intercepter le message, qui consiste à feindre de tout connaître pour obtenir des aveux riches.